# آموزش پزشکی در استرالیا
آموزش پزشکی در استرالیا شامل هر دو آموزش‌های عمومی برای پزشکان و آموزش تکمیلی برای فارغ التحصیلان است.

## دانشکده پزشکی

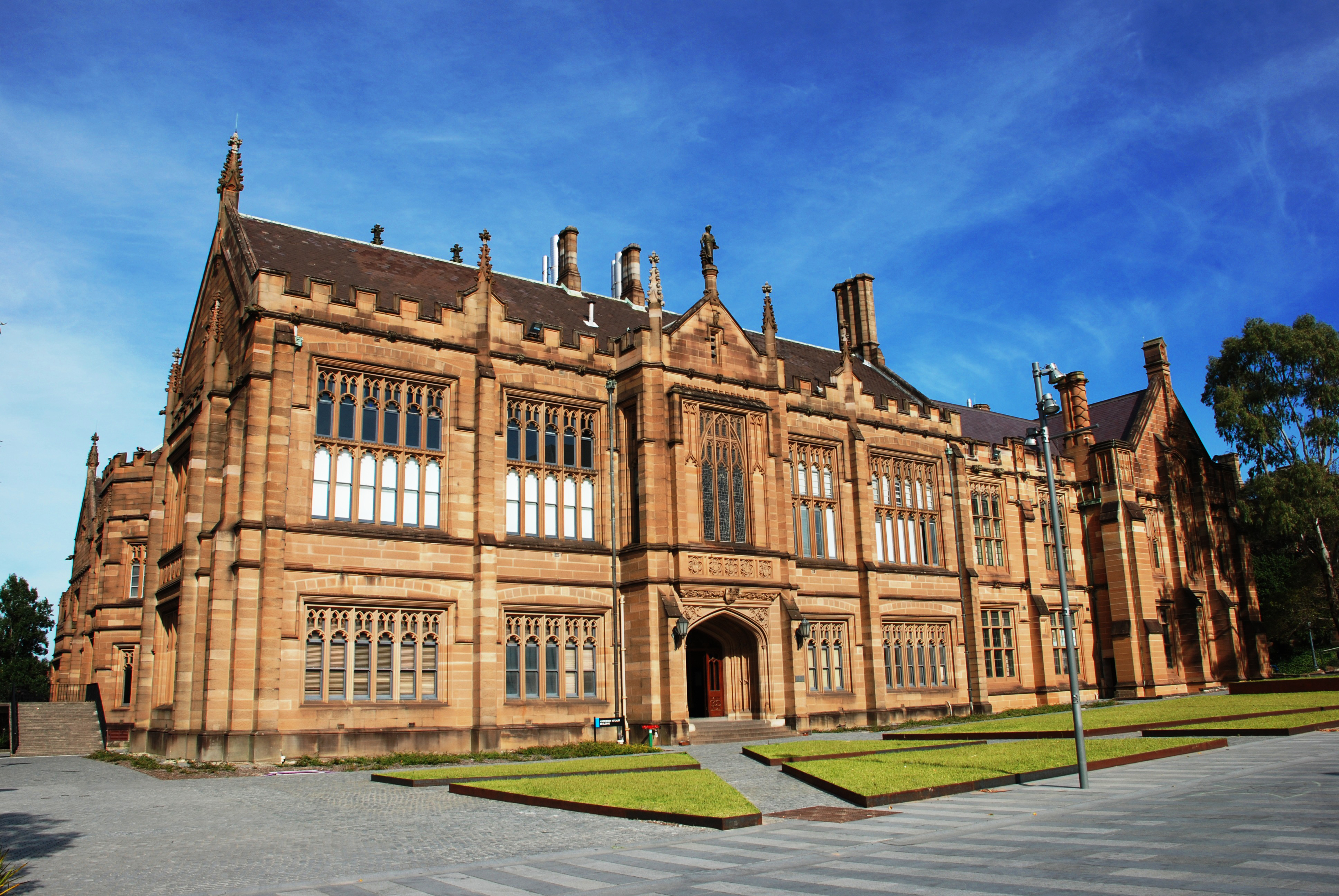
دانشکده پزشکی دانشگاه سیدنی

مدل‌های مختلف آموزش پزشکی در استرالیا وجود دارد. برنامه‌های مقطع عمومی به‌طور معمول 5 تا 6 سال به طول می انجامد. متقاضیان معمولاً با ترکیبی از گواهی فارغ التحصیل دبیرستان و نمره آزمون ورودی پزشکی و بهداشت و درمان عمومی (UMAT) و مصاحبه ارزیابی و پذیرفته می‌شوند. برنامه‌های آموزش پزشکی عمومی به‌طور معمول 4 سال طول می کشد، و متقاضیان بر اساس نتایج حاصل از مدرک تحصیلی قبلی خود علاوه بر آزمون و مصاحبه ارزیابی می‌شود. رایج‌ترین آزمون انتخابی، آزمون برای پذیرش دانشکده پزشکی استرالیا یا (GAMSAT) است.

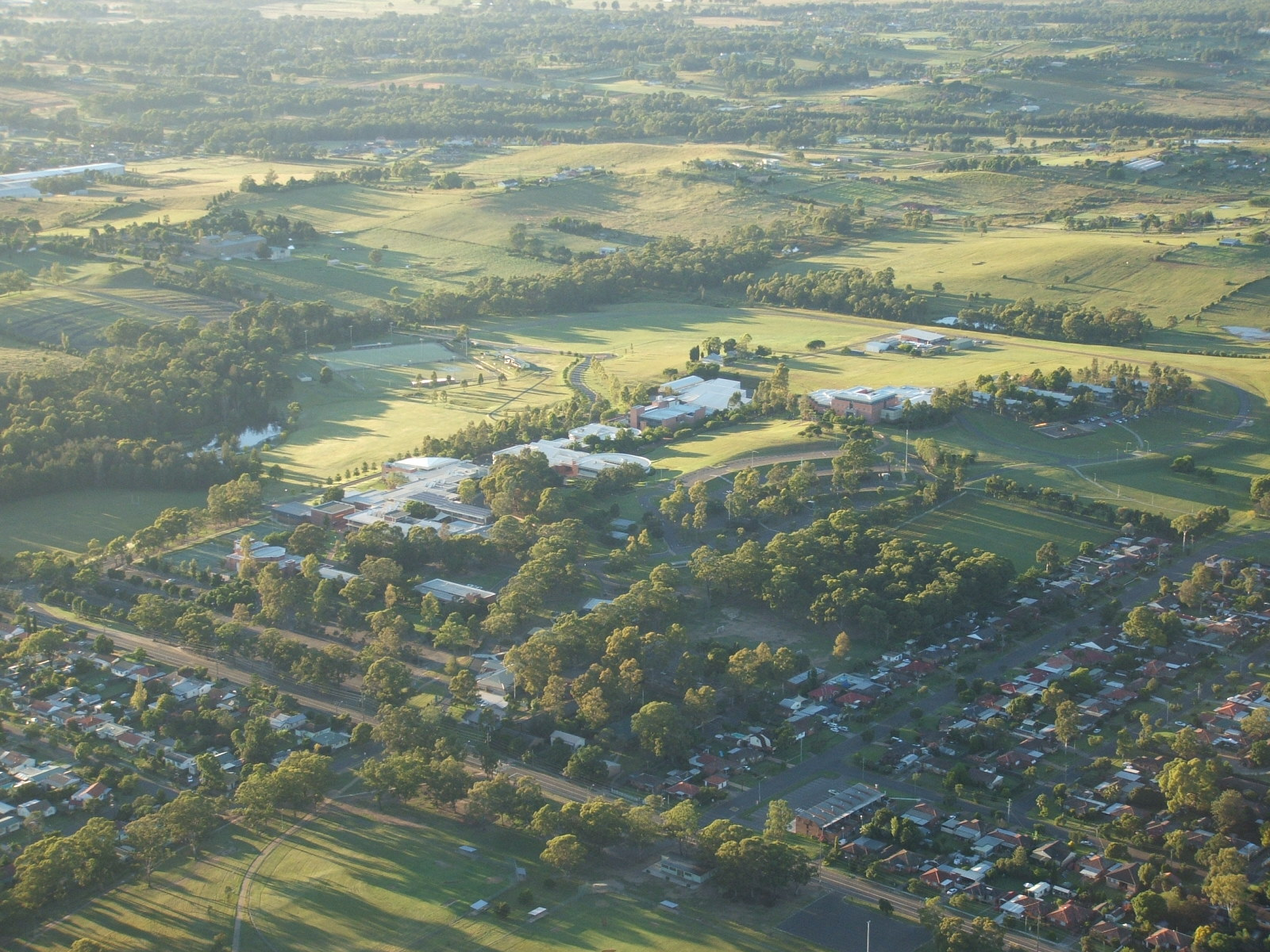
دانشگاه Western Sydney

در طول سال‌های پیش بالینی، حوزه نظری، غالب‌ترین قسمت برنامه پزشکی استرالیا را شامل می‌شود. با این حال، در اوایل دوره بالینی - که در آن دانش آموزان آموزش مهارت‌های بالینی را هم‌زمان با مطالعه نظری آغاز می‌کنند - جزئی از بسیاری از برنامه‌ها می‌باشد. در سال‌های اخیر، آموزش دانشکده پزشکی و یادگیری در استرالیا در یک جهت جدید در راستای روند بین المللی قرار گرفته‌است. در بسیاری از دانشگاه‌ها تغییر از روش‌های سنتی آموزش به یادگیری مبتنی بر مسئله (PBL) و آموزش با استفاده از معاینات بالینی ساختار هدف (OSCEs) وجود داشته‌است.

## آموزش پیش حرفه‌ای
آموزش ماقبل حرفه‌ای اشاره به دو سال اول آموزش که فارغ التحصیلان پزشکی پس از خروج از دانشگاه  دارد. این دوره معمولاً به عنوان PGY1 و PGY2 (که در آن PGY مخفف "سال فارغ التحصیلی") نامیده می‌شود. برای فارغ التحصیلان پزشکی بین المللی، ورود به آموزش ماقبل حرفه‌ای نیاز به صدور گواهینامه AMC دارد. برای فارغ التحصیلان دانشکده‌های پزشکی استرالیا و نیوزیلند، PGY1 معادل دوره کارورزی می‌باشد و به این دسته از دانشجویان، کارورز یا افسران پزشکی گفته می‌شود. همچنین PGY2 به عنوان دستیار پزشکی افسر سال 1 شناخته می‌شود(RMO1).

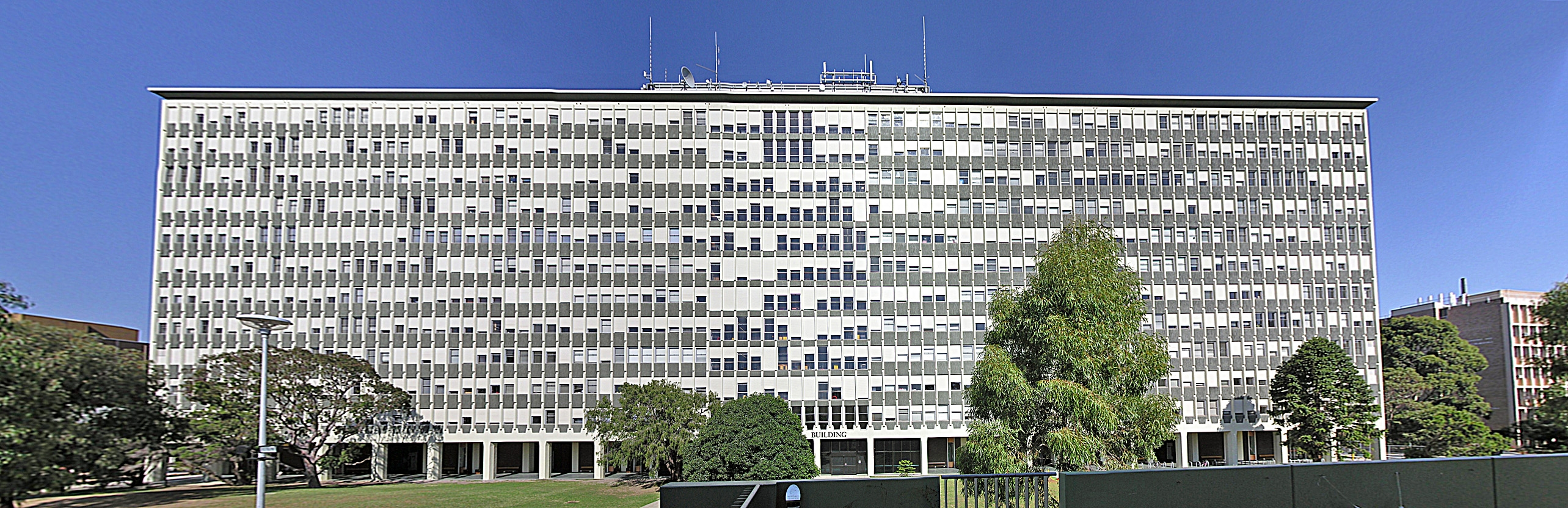
انشگاه Monash، یکی از چندین دانشگاه ارائه دهنده رشته پزشکی در استرالیا

### دوره کارورزی
در همه ایالات و مناطق الزامیست که فارغ التحصیلان پزشکی به صورت موفقیت آمیز حداقل یک سال طبابت تحت نظارت را با موفقیت بگذرانند که به این دوره به‌طور کلی دوره کارورزی گفته می‌شود. به همین منظور کارورزان مدتی را در بخش‌های مختلف بیمارستان‌های آموزشی می گذرانند.
چرخش در سراسر بیمارستان‌های آموزشی بر اساس محتوای بالینی و تعداد بیمار مطابق با خدمات بهداشتی متفاوت است. کارورزان از نزدیک در طول هر چرخش تحت نظارت و ارزیابی قرار می‌گیرند. اتمام موفقیت آمیز دوره کارورزی منجر به اعطای مدرک عمومی به عنوان یک پزشکعمومی می‌شود.

### دوره دستیاری

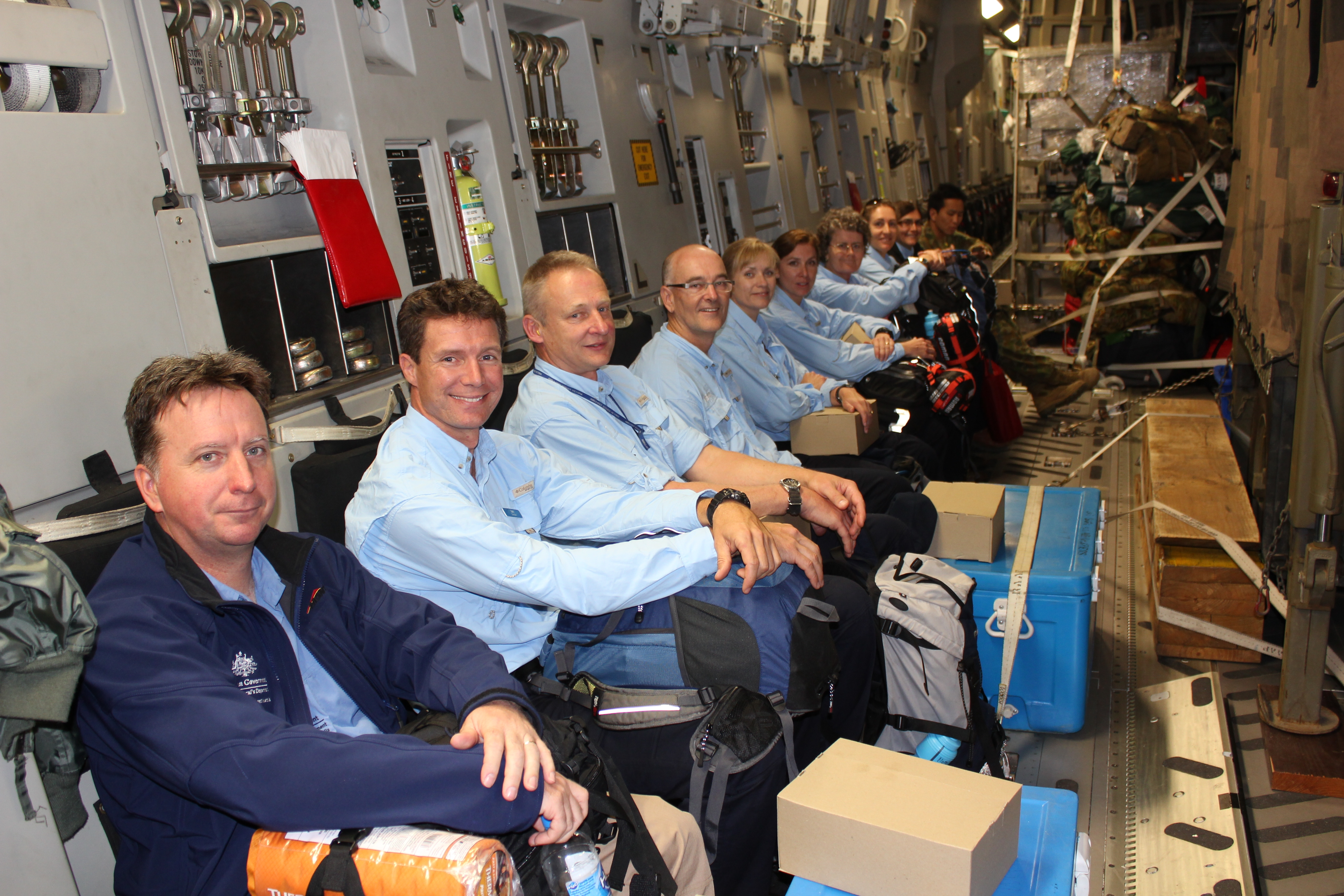
تیمی از پزشکان استرالیایی در حال اعزام به پاکستان

پس از پایان موفقیت آمیز دوره کارورزی، پزشکان برای کسب گواهینامه تخصصی و یک مدرک برای شرکت در عمل طبابت به صورت مستقل اقدام می نمایند. به‌طور کلی، اغلب پزشکان دو تا سه سال را صرف تمرین به عنوان یک افسر پزشک مقیم (RMO)(یا همان دستیار پزشکی) در یک بیمارستان قبل از شروع آموزش‌های تخصصی می‌کنند. دیگران ممکن است این مسیر را انتخاب کنند که مدت طولانی تری را به عنوان  یک RMO پیش از تصمیم گیری در زمینه انتخاب تخصص بگذرانند. یکی از دلایل این امر، لذت بردن از زمینه ی گستره‌ای است که دوره دستیاری در اختیار آنان قرار می دهد.

## آموزش تخصصی
برنامه‌های آموزشی تخصصی توسط دانشکده‌های پزشکی مانند کالج سلطنتی جراحان استرالیا اداره می‌شوند. این کالج‌ها نیز نظارت خود را برای حفظ استانداردهای حرفه‌ای دوره‌های تخصصی حفظ می‌کنند. به همین دلیل الزامات برنامه‌های آموزشی تخصص بین کالج متفاوت است. اکثر برنامه‌های آموزشی تخصص بین سه تا شش سال طول می کشند. پزشکان که از طریق یک کالج پزشکی آموزش‌های تخصصی آغاز کرده اند به عنوان Registrars نامیده می‌شوند، اگر چه در برخی از کالج پزشکان همچنان به عنوان RMOs تا پایان  برنامه نامیده می‌شوند.

## آموزش مداوم پزشکی
همه دانشکده‌های پزشکی استرالیا اعضای خود را به انجام آموزش مداوم پزشکی ملزم می‌کنند. الزامات هر کالج متفاوت است. برخی از کالج ها، مانند کالج سلطنتی استرالیا، دوره‌های آنلاین را ارائه می‌کند که به ادامه توسعه بالینی و حرفه‌ای متخصصان کمک کند.